# Morgoth
Morgoth eller Melkor er et fiktivt væsen fra J.R.R. Tolkiens univers. Han optræder i fortællingen Silmarillion. Han er et væsen med gudelignede kræfter, kaldet en Valar, men betegnes oftest i Tolkiens mytologi som Den Sorte Fjende. Har gennem det meste af Tolkiens fortælling fysisk form som en kulsort djævelagtig kæmpe med ildøjne og en jernkrone. Han var Valar over frosten og heden, og fra ham nedstammer al ondskab i Eä.
Melkor betyder "den der står frem med magt". Han var den mægtigste Valar der blev født af Eru den Enes tanke. I modsætning til de andre valarne havde han en lyst til at herske. Han var altid misundelig på valarnes konge Manwë der lignede ham selv mest og var hans bror i Erus tanke. 
Under den sang der skabte verden Eä begyndte Melkor at væve sine egne ønsker og tanker ind i sangen. Dette skabte uro hos de andre valarer. Hans sang kom som larm og forstyrrelse i sangen. 
Eru fortalte bagefter Melkor at ingen kunne ændre sangen og temaet imod hans vilje. Melkor skammede sig dybt men blev også rasende.
Melkor fik et stærk ønske om at styre alt levende for han var misundelig på mennesket og elverne på grund af de gaver Eru havde givet dem. 
Da elverfolket vågnede indfangede Melkor nogle af dem. Derefter pinte han dem og lemlæstede dem i hans fæstning Utumno på det grusommeste. Disse elver blev til orkerne som var lige så hæslige som elverne var smukke. Derudover skabte han også trolde, varulve, vampyrer, Balrogger og drager. [kilde mangler]
Han var skyld i at verden blev lagt mørk 2 gange. Først ødelagde han valarnes to fakler Illuin og Ormal i Midgård og senere dræbte han de to lysende træer Telperion og Laurelin som valarne havde plantet i De Udødelige Lande.
Da han hørte om de tre vidunderlige ædelsten silmarillerne der var skabt af elveren Fëanor og indeholdt Telperion og Laurelins lys iværksatte han en grum plan. Han satte elverne op imod valarne og smigrede sig selv ind hos dem. Bagefter slog han elverfyrsten Finwë Fëanors far ihjel, stjal silmarillerne og flygtede til Midgård. Han kunne ikke røre ved silmarillerne der brændte ham hver gang han prøvede på det. Han fik derfor sat dem ind i en krone af jern. I mellemtiden forbandede Fëanor Melkor og kaldte ham Morgoth der betyder "verdens sorte fjende". Fëanor og hans sønner sværgede hævn over Morgoth og lovede at skaffe silmarillerne tilbage uanset hvad. En stor hær af elvere drog derefter til Midgård. Dette resulterede i mange slag i mellem elverne der fik hjælp af menneskerne og Morgoths orkhær. Under denne krig dræbte Morgoth Fëanor og hans halvbror Fingolfin. Han tog også det trofaste menneske Húrin til fange og tvang ham til at se alt det onde der skete for hans familie. I det sidste slag imellem Morgoth og elverne kom valarne til elvernes hjælp. Dette slag fik hele Midgård til at ryste og ændre sig. Morgoth blev til sidst totalt besejret og blev sendt ud i intet. Men hans tjener Sauron overlevede slaget og meget af det onde Morgoth skabte forsatte med at være i verden.